# Angelique & Bé
Angelique & Bé was een Vlaams tv-programma. Angelique & Bé was de Vlaamse versie van Trinny & Susannah. Het programma was in 2006 en 2007 te zien op VIJFtv en liep twee seizoenen.

## Opzet
Per aflevering werd één vrouw volledig gerestyled door stylistes Bé en Angelique. Zij is ingeschreven door een goede vriend of familielid die vindt dat de te restylen persoon er niet hip uitziet, of te oud voor haar leeftijd.
In het begin van het programma wordt er steeds een filmpje getoond van de te restylen persoon in haar dagelijkse omgeving. Voor de persoon in kwestie is dit meestal vrij confronterend.
Daarna krijgt de te restylen persoon modetips van Bé. Met die tips in gedachten moet zij dan gaan winkelen en geschikte kleren en accessoires zoeken. Aan het eind van de shoppingtrip komen Bé en Angelique een handje helpen en kiezen zij de gepaste kledij.
Nadat de kleren zijn gekozen, gaat Angelique aan de slag met het uiterlijk van de te restylen persoon. Ze knipt het haar, geeft tips voor make-up, enzovoort.
Aan het eind van het programma wordt de gerestylde persoon voorgesteld aan vrienden en familie die dan hun (meestal positieve) oordeel mogen vellen.

## Presentatrices
Het tweede seizoen werd gepresenteerd door stylistes Bé De Meyere en Angelique. Het eerste seizoen daarentegen werd gepresenteerd door Annick en Angelique. Toen heette het programma dan ook Annick & Angelique. Maar na het eerste seizoen werd Annick bedankt voor bewezen diensten.